# Air Djibouti
 (août 2016).
Fondée en 1963 par Abdek Mahamoud, Air Djibouti ou Red Sea Airlines  est l'une des plus anciennes compagnies du continent africain, a été dissoute en 2002 et reprise à nouveau en mai 2015.

## Histoire
La compagnie a été créée en juillet 1963. En 1977, lors de la déclaration de l'indépendance de Djibouti, la compagnie a été réorganisée financièrement : les parts de l'État français ont été redistribuées.
Après plusieurs années de mauvaise gestion, Air Djibouti a effectué le 3 août 2015 son premier vol depuis sa mise en faillite en 2002. Ce vol, qui marque la renaissance de la compagnie aérienne étatique djiboutienne, a été effectué entre Djibouti et Hargeisa (Somalie) à bord d’un avion cargo de type Fokker qui transportait six tonnes de marchandises.
La nouvelle compagnie aérienne reste une compagnie nationale, propriété de l'État, mais sa gestion a été confiée à la compagnie britannique Cardiff Aviation, dont le propriétaire n'est autre que la star de rock Bruce Dickinson, le chanteur du groupe de heavy métal britannique Iron Maiden, devenu lui-même pilote et instructeur sur Boeing 757 et Boeing 737. Cardiff Aviation assurera la gestion, la maintenance et la formation du personnel d'Air Djibouti jusqu'en octobre 2017, date à laquelle Djibouti a repris l'entière gestion.
Le directeur général de la compagnie depuis octobre 2017, est Abdourahman Ali Abdillahi.

## Service
Air Djibouti a exploité divers services à l'international tels que le voyage de passagers et de cargo. Ces différents vols, étaient à destination de :
- Aden ( Yémen)
- Addis-Abeba ( Éthiopie)
- Boorama ( Somalie)
- Burao ( Somalie)
- Boosaaso ( Somalie)
- Le Caire ( Égypte)
- Galkacyo ( Somalie)
- Hargeisa ( Somalie)
- Mogadiscio ( Somalie)
- Paris ( France)
- Sanaa ( Yémen)
- Charjah ( Émirats arabes unis)

Pour l'instant Air Djibouti exploite des services cargo sur des destinations telles que :
- Hargeisa ( Somalie)
- Nairobi ( Kenya)
- Jubba ( Soudan du Sud)
- Mogadiscio ( Somalie)

## Flotte

### Équipement
En 1998, la compagnie aérienne a acquis un Airbus A310 utilisé pour les vols entre Djibouti et Paris. Durant son histoire, la compagnie a utilisé plusieurs types d'avions. En voici la liste :
- Antonov 24RV
- Antonov 26B
- de Havilland Canada DHC-6 Twin Otter
- Douglas DC-3
- Douglas DC-9-32
- Boeing 737-200
- Boeing 727-21
- Ilyushin Il-18

Avant l'arrêt de ses activités en 2002, la compagnie possédait 102 avions.